# 지장초등학교
지장초등학교는 대한민국 경기도 평택시 서정동에 있는 공립 초등학교이다.

## 연혁
- 1993.01.11 지장국민학교 설립
- 1993.03.01 초대 박순원 교장 취임
- 1993.03.02 27학급 편성
- 1993.04.01 지장국민학교 개교
- 1994.09.01 병설유치원 1학급 편성
- 1996.03.01 지장초등학교로 교명 변경
- 2001.05.19 단체 표창(국무총리)
- 2012.09.01 제8대 김명령 교장 부임
- 2013.03.01 33(1)학급, 유치원 1학급 편성